# Етичний інженер
«Етичний інженер» (англ. „Ethical engineer“) — роман американського письменника-фантаста Гаррі Гаррісона, вперше виданий в журналі Analog Science Fiction 1963, продовжує серію «Світ Смерті» про пригоди Язона дін Альта. Перша книжкова публікація вийшла 1964.

## Сюжет
Майк Саймон (англ. Micah Simon), послідовник партії Правди, викрадає Язона динАльта з Пірра і везе його на планету Кассилія, щоб віддати до суду. В результаті влаштованої Язоном аварії космічний корабель Майка падає на планету, заселену здичавілими людьми. Майка і Язона бере в рабство Чака, вождь есперантомовного племені збирачів їстівних коренеплодів — креноджів (від есп. krenoj — «корені хрону»). Язон вбиває Чаку і згідно зі звичаєм сам стає вождем племені.
Дізнавшись про існування якихось більш розвинених дзертаноджів (D zertanoj, від есп. dezertanoj — «пустельники»), Язон вирушає до них, але потрапляє в полон і рабство. Дзертаноджі видобувають і переробляють нафту, використовуючи бензин для парових автомобілів. Язон розгадує принцип дії парових автомобілів (кароджів, від есп. ĉaroj — «візки»). Вони купують їх за грабіжницькими цінами у городян Апсали, але самі не розуміють їхньої конструкції. Язон ремонтує кілька поламаних кароджів і збирається підняти повстання рабів, але його видає Майк, який вважає революцію неетичною. Язон захоплює кародж і тікає разом з Майком, дівчиною Айджейл (колишньою рабинею Чакі) і полоненим найманцем з Апсали. Група рухається до Апсали. Язон підозрює, що апсалець планує зрадити його і просить Майка стежити за ним, однак Саймон ігнорує Язона. Апсальці захоплюють героїв, але Ясону вдається підірвати кародж.
Апсала — архіпелаг, за владу над яким борються кілька могутніх кланів, кожен з яких володіє якоюсь однією технологією (електрика, парові машини, виробництво хімікалій). Наукові знання засекречені і оберігаються псевдорелігійними культами (наприклад культ бога Електро). Язон потрапляє до Хертуга, лідера клану Персонів (від есп. personoj — «люди»), у яких є примітивні генератори електрики і телеграф. Язон запроваджує різні технологічні нововведення і збирається допомогти Персону захопити владу над Апсалою, що дасть поштовх розвитку капіталізму. Ці плани не подобаються Майку, який входить у змову з Трозелінгами, наймогутнішим кланом, що володіє технологією виробництва парових двигунів. Трозелінги здійснюють наліт на фортецю Персонів, але захоплюють лише Айджейл. Персони збирають сили і з допомогою пароплава, озброєного паровою катапультою, захоплюють острів Трозелінгів, при цьому сам Язон отримує смертельне поранення. Його знаходить Мета, яка, обшукуючи планети, засікає сигнал лиха, який видається іскровим генератором, котрий встановив Язон в храмі Персонів.
Мета забирає Язона і його супутників, запропонувавши Ясону вбити Саймона і пригрозивши вбити Айджейл. Язон збирається виділити Анджейл велику суму грошей і поселити на цивілізованій планеті під наглядом Саймона. Але невгамовний фанатик, погрожуючи пістолетом, знову збирається захопити корабель і відвезти Язона на Касилію. Меті доводиться позбавити його останнього свого аргументу.

## Нові персонажі
- Чака — перший господар Язона, по суті титул глави мандрівного племені, передається за правом найсильнішого.
- Фасимба — голова конкуруючого мандрівного племені.
- Айджейл — дівчина із племені Чаки, жінка Язона.
- Едіпон — глава племені дзертаноджів, що займаються видобутком і переробкою нафти.
- Хертуг Персон — глава клану, що виробляє електрику. З допомогою Язона стає фактично диктатором планети, захопивши кілька кланів з їхніми секретами.
- Мастрегули — клан хіміків. Вважаються чаклунами, у яких є гаряча вода (сірчана кислота).
- Трозелінги — клан механіків. Головна розробка — парові машини і механізми, що пересуваються з її допомогою — на землі кароджі (парові автомобілі), а по воді — пароплави.

## Факти
- В 4-у розділі згадується, що есперанто розмовляють на багатьох планетах.
- Зі сірчаної кислоти можна зробити скляну кулю, наповнену кислотою, небезпечною для людини при фізичному контакті